# シャロン・バレリー
シャロン・バレリー (Sharon Valerii) は、アメリカのSFテレビドラマ『GALACTICA/ギャラクティカ』（パイロット版別題『バトルスター ギャラクティカ サイロンの攻撃』）に登場する架空の人物。リメイク元の作品『宇宙空母ギャラクチカ』（別題『宇宙空母ギャラクティカ』）のブーマー中尉に相当する登場人物である。また、同作でアダマ司令官の長女（アポロ大尉の妹）であるアシーナ（吹替版ではアテナ）の名も使用している。
正体はサイロンで、空母ギャラクティカ のラプターパイロットである。

## ブーマー
第二次サイロン戦争前からギャラクティカにいた個体。ガレン・チロルと恋仲であった。ウィリアム・アダマを銃撃し投獄された後、後にガレン・チロルの妻となるキャリー・チロルに銃撃され死亡した。サイロンに操られる傾向が強くそれまでも爆破や爆破未遂に関与していた。

## アシーナ
第二次サイロン戦争後、カプリカでカール・アガソンの元へ送り込まれた個体。カール・アガソンとの間にヘラという子供がいる。最終的にサイロンを裏切る形でギャラクティカに乗船している。ニュー・カプリカ入植時にはウィリアム・アダマから信頼され良き相談相手となっていた。
ヘラがサイロンの手に渡った際、サイロン船に復元機能を使って乗船するために一度自殺しそのままナンバー6と共にギャラクティカに戻っている。アシーナというコールサインは「自分はブーマーではない」と考え、皆の意見からカール・アガソンが選んで命名した。

## 経歴
- 空母ギャラクティカ ラプター・パイロット（コールサインは「ブーマー（Boomer）」
- 空母ギャラクティカ ラプター・パイロット（コールサインは「アシーナ（Athena）」